# Буткевич Володимир Григорович
Володи́мир Григо́рович Бутке́вич (*2 серпня 1946) — український учений-правник. Доктор юридичних наук, професор. Політичний і громадський діяч. Академік-засновник АН ВШ України (1992).

## Біографія
Народився в с. Кантелина Дашівського (тепер — Іллінецького) району на Вінниччині. Закінчив юридичний факультет КНУ ім. Т. Шевченка (1970) та аспірантуру факультету міжнародних відносин та міжнародного права університету (1971). Асистент (1972—1974), ст. викладач (1974—1976) кафедри міжнар. права і зарубіжного законодавства КДУ ім. Т. Шевченка. Заступник декана факультету міжнародних відносин і міжнар. права КДУ (1974—1976); доцент (1976—1982), професор (1982—1985), завідувач кафедри міжнар. права і зарубіжного законодавства (1985—1998); декан факультету міжнародних відносин і міжнар. права (1983—1988); директор Інституту міжнародних відносин і міжнародного права (1988—1989). Доктор юридичних наук (1980), професор (1982). Народний депутат України ІІ скликання, голова Комісії з прав людини, національних меншин та міжнаціональних відносин ВР (1994—1998). Суддя Європейського Суду з прав людини (1998—2008). Читав курси лекцій з міжнар. права в університетах Франції, Італії, Болгарії, Угорщини, Німеччини, Швейцарії, РФ, США (1980—1996).

## Політична та наукова діяльність
Член Конституційної комісії ВРУ, голова Робочої групи з підготовки розділу Конституції України «Права, свободи та обов'язки людини і громадянина» (1994—1996); голова тимчасової Комісії ВРУ з врегулювання проблем Криму (1994); співголова підкомісії Конституційної комісії ВРУ з розробки Конституції України (1995—1996). Член Наукової ради МЗС України (1983—1998). Заступник голови (1994), член Підкомісії з боротьби проти дискримінаційних заходів і захисту меншин Комісії з прав людини ООН (1992—2000). Член Координаційної ради з судово-правової реформи при Президенті України (1997—1998).
Науковий редактор часопису «Права людини в Україні» (1994—1997); головний редактор «Українського часопису міжнародного права» (1992—1999). Віце-президент Асоціації міжнар. права СРСР (1988—1991); президент Всеукраїнської асоціації міжнар. права (1991—1999); член Світового конгресу українських юристів. Автор понад 250 наукових робіт, зокрема 11 монографій і підручників.
Член Комісії з питань правової реформи з 7 серпня 2019.
Заслужений юрист України (1996). Лауреат премії Г. Тункіна (РФ, 2003).